# Gian Galeazzo Visconti
Giovanni Galeazzo Visconti (känd som Gian Galeazzo), född 1351, död 1402, var härskare över Milano från 1378 till sin död; från 1395 som hertig. 
Gian Galeazzo Visconti ärvde av sin far Galeazzo II västra Milano med stora landområden som Pavia. Genom att år 1385 tillfångata och avrätta sin farbror Bernabò blev han ensam härskare över hela det milanesiska territoriet. Med honom nådde huset Visconti höjden av sin makt, och han ökade sitt välde med städerna Verona, Vicenza, Padua, Belluno Siena, Pisa, Perugia, Assisi och Bologna. Hans mål var att skapa en stark norditaliensk territorialstat.
År 1395 köpte han titeln hertig av Milano av kejsar Wenzel för 100 000 floriner. Visconti var en stor vän av konst och vetenskap. Bland annat återställde han universitetet i Piacenza, grundade en målar- och byggnadsakademi, och samlade själv ihop ett stort bibliotek. Under hans regering påbörjades även stora byggnadsverk som domkyrkan i Milano, och klostret Certosa samt bron över Ticino vid Pavia. 
Han var gift två gånger, först med Isabella av Frankrike, som han fick grevskapet Vertus i Champagne med. Tillsammans fick de dottern Valentina som gifte sig med hertig Ludvig av Orleans. Hans andra äktenskap var med kusinen Caterina Visconti, som han fick sönerna Gian Maria och Filippo Maria med. 
Han dog den 3 september 1402 i pesten, när han var nära att ta över Florens.